# 密苏里州百年纪念半美元
密苏里州百年纪念半美元（英語：Missouri Centennial half dollar）是美国铸币局1921年铸造的50美分纪念币，由罗伯特·英格索尔·艾特肯设计，旨在纪念密苏里州成立一百周年。建议发行纪念币的法案在国会两院顺利通过，没有议员反对，然后由沃伦·盖玛利尔·哈定总统在1921年3月4日的就职典礼上签字后成为法律正式生效。美国美术委员会聘请艾特肯设计这枚半美元，后者在硬币两面都刻上丹尼尔·布恩的形象，其中背面的布恩身边还站有美洲原住民，很可能象征着白人定居者对印第安人的驱逐。
为提升销量，部分纪念币上刻有“2★4”标记，代表密苏里州是第24个加入联邦的州。虽然设计颇受好评，但半美元销售业绩很不理想，近六成最终退回费城铸币局熔毁。如今存世的半美元中带“2★4”标记的占少数，但两者价值差距很小。

## 立法
1821年，密苏里州随密苏里妥协加入美国联邦。1921年8月8至20日，密苏里州百年纪念暨州博览会在佩蒂斯县县城塞达利亚（Sedalia）举行，州政府希望发行纪念币在博览会上销售。1921年1月20日，该州联邦参议员塞尔登·帕尔默·斯宾塞（Selden P. Spencer）向参议院递交. 4983法案，建议发行半美元纪念币，法案随后转交银行和货币委员会审核。1月25日，康涅狄格州议员乔治·佩恩·麦克莱恩（George P. McLean）回报参议院，建议把授权发行量从50万枚降至25万后通过。主持参议院议程的副总统托马斯·R·马歇尔询问是否有人反对，参议院少数党领袖、亚拉巴马州民主党议员奥斯卡·安德伍德表示，虽说他也没打算反对，但法案至少应当读过。爱达荷州参议员威廉·波拉称，参议院近十天都没有早间议程，如果法案中还存在需要讨论澄清的地方他就会反对。波拉询问麦克莱恩法案是否会遭遇反对意见，后者回复肯定不会，修订后的法案于是在参议院顺利通过。
1921年1月17日，联邦众议院收到15767法案，随后转铸币和度量衡委员会审议。2月10日，委员会主席、印第安纳州议员阿尔伯特·维斯塔尔（Albert Vestal）回报众议院，同样建议把授权发行量减半后通过法案。参议院通过的 4983在此期间送至众议院并转铸币和度量衡委员会审核，委员会于2月24日回报众议院，称参议院版本同修订后的15767法案完全相同，建议直接通过。
1921年3月2日，联邦众议院审议 4893法案，此时距国会议程结束还剩两天时间。法案此前进入众议院议程时就曾提问的俄亥俄州议员沃伦·加德（Warren Gard）询问维斯塔尔，密苏里州半美元的授权法案中是否包含过去纪念币授权法案一样的保障条款，后者给出肯定答复，接下来法案顺利通过，没有议员反对，后于3月4日经新任总统沃伦·盖玛利尔·哈定在就职典礼上签字成为法律正式生效。

## 准备
授权法案尚在国会审议期间，斯宾塞参议员于1921年1月29日致信美国美术委员会主席查尔斯·摩尔（Charles Moore）商谈半美元设计及发行事项。摩尔在2月2日的回复中给出多位美国雕塑家人选，建议聘请其中一人设计纪念币，其他人可以对设计方案提出友善意见。斯宾塞安排密苏里州百年纪念委员会主席詹姆斯·蒙哥马利（James Montgomery）直接同摩尔联络，后者于2月9日对设计主题提出多项建议，分别是草原大篷车、丹尼尔·布恩或托马斯·哈特·本顿的头像，密苏里州州徽，以及手指西面的印第安人。摩尔提议，由获聘设计半美元的雕塑家自行决定采用哪种方案为佳，再经蒙哥马利和美术委员会批准。蒙哥马利在2月16的回信中提议硬币正面采用“站立的丹尼尔·布恩、身穿鹿皮衣，头帽浣熊皮帽，双脚旁坐着印第安人，前方是滚滚流淌的密苏里河，背面刻上峭壁和一颗星星，星星中间还有数字‘24’（密苏里是第24个加入联邦的州）”。蒙哥马利称，这样的设计标志着密苏里领地的印第安人被白人取代。
蒙哥马利还提议，制作5000枚纪念币后从铸币金属模上把内含数字“24”的星星去掉，此举能促进销量，以便早日支付聘请雕塑家和制作金属模的费用（预计需1750美元）。3月22日，蒙哥马利又在信中提议加刻铭文“, 1921”（“密苏里州百年纪念，塞达利亚，1921年”），如果可以的话，最好还能加上具体日期8月10日。
美术委员会聘请的雕塑家是罗伯特·英格索尔·艾特肯（Robert Ingersoll Aitken），他在钱币设计领域以巴拿马－太平洋纪念50金币闻名。但密苏里州百年纪念委员会显然对此毫不知情。5月17日，美术委员会委员詹姆斯·厄尔·弗雷泽（James Earle Fraser）告知摩尔，称他听说密苏里州委员会有人向纽约奖章用品公司咨询聘请雕塑家事宜。摩尔是否就此事联络蒙哥马利已不可考，但确知他在这个月26日致信斯宾塞，称纪念币设计已初步确定。美术委员会此后提出多项修改建议，得到落实后于6月9日批准方案，并在当天去信告知铸币局局长雷蒙德·托马斯·贝克（Raymond T. Baker）。为节省时间，石膏模型由奖章用品公司缩制成出币毂，6月29日，出币毂送往费城铸币局打造金属模具。

## 设计

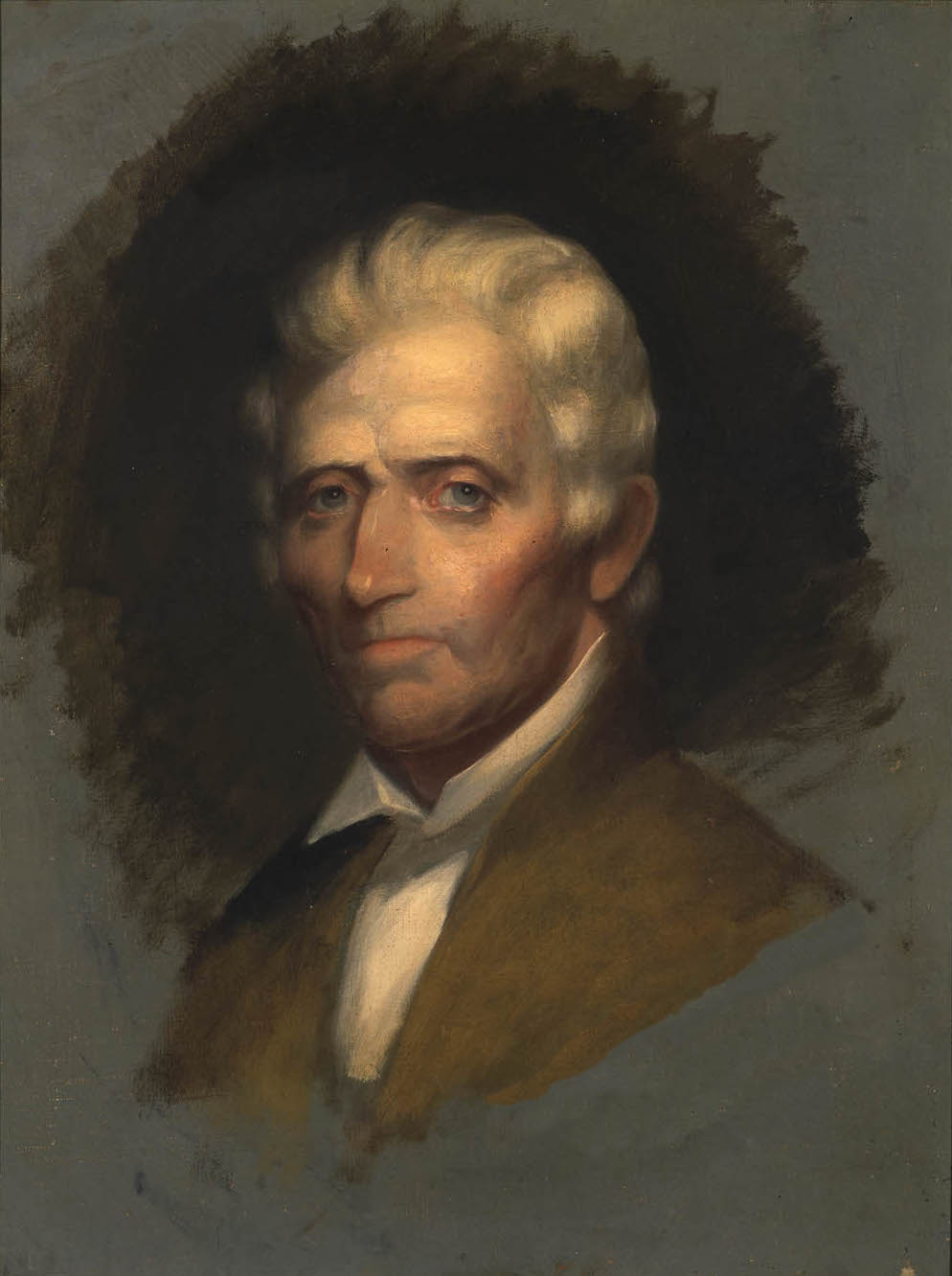
切斯特·哈丁绘制的丹尼尔·布恩肖像（1820年，未完成）

纪念币正面是在密苏里州生活超过25年的探险家兼拓荒者丹尼尔·布恩。据安东尼·斯沃泰克（Anthony Swiatek）和沃尔特·布林（Walter Breen）合著、1988年出版的纪念币主题著作记载，有观点认为硬币正面可能受到现存纽约市美国伟人名人堂、阿尔宾·波拉塞克（Albin Polasek）创作的布恩雕像启发。半美元上的布恩身穿鹿皮外套，头戴浣熊皮帽。头像周围有发行国名（“美利坚合众国”）、面值（“半美元”）、以及周年纪念年份“1821”和“1921”。硬币背面的布恩手持步枪，还带着火药筒，身边站的印第安人手上拿着盾牌和和平烟斗。斯沃泰克和布林指出，从图案来看，布恩是在要求印第安人离开，如此设计显然是在落实蒙哥马利此前有关“白人取代印第安人”的构想，并且更戏剧化。对此布林认为，“这（指白人取代印第安人）实在没什么值得炫耀的。”铸币局局长1921年的报告则称背面图案是“丹尼尔·布恩带着步枪和火药筒，向印第安人指出自己西行的路线”。美国历史上在硬币两面刻有同一人物的情况极少，除密苏里州半美元外，只有丹尼尔·布恩二百周年半美元（1934至1938年，人物同样是布恩）、拉法耶特银元（1900年，拉法耶特侯爵）和伊利诺伊州埃尔金百年纪念半美元（1936年，开拓者）。
背面人物两侧共有24颗星，含意与部分正面附有的“2★4”标记相同，代表密苏里是第24个加入联邦的州。人物脚下刻有百年纪念博览会举办地名（“塞达利亚”），步枪枪托旁还有设计者姓名首字母缩写构成的花押字。除密苏里州半美元外，所有美国纪念币中只有1892至1893发行的哥伦布半美元没有格言（“自由”）、“IN GOD WE TRUST”（“我们信仰上帝”）和“E PLURIBUS UNUM”（“合众为一”）。纪念币发行后不久，美国钱币协会于同年8月在波士顿集会，会上有多枚密苏里州半美元展出并获得好评。
美术史学家科尼利厄斯·弗缪尔（Cornelius Vermeule）在美国钱币和奖章主题著作中对艾特肯的设计深表钦佩，称他“开创将文艺复兴时期奖章设计风格应用于美国硬币之先河”，也是“第一个把拓荒者形象塑造得如同美第奇王子的艺术家”。在他看来，硬币背面人物如同君士坦丁凯旋门安敦尼王朝浮雕上的古罗马军人，又像文艺复兴风格大型宫廷仪式壁画上的佣兵。弗缪尔指出，半美元正面铭文遵循皮萨内洛（Pisanello）的艺术风格，同时硬币两面都没有附加美国硬币常见的三种格言，从这个角度而言，这款纪念币整体上更是一件艺术品，而非又一件50美分银币销售的宣传品。在他看来，那些格言正是限制美国钱币艺术发展的负担。弗缪尔称赞艾特肯成功运用自己的想象力，选择最恰当的历史元素达成今日诉求，在美国纪念币中堪称出类拔萃。

## 铸造、销售和收藏

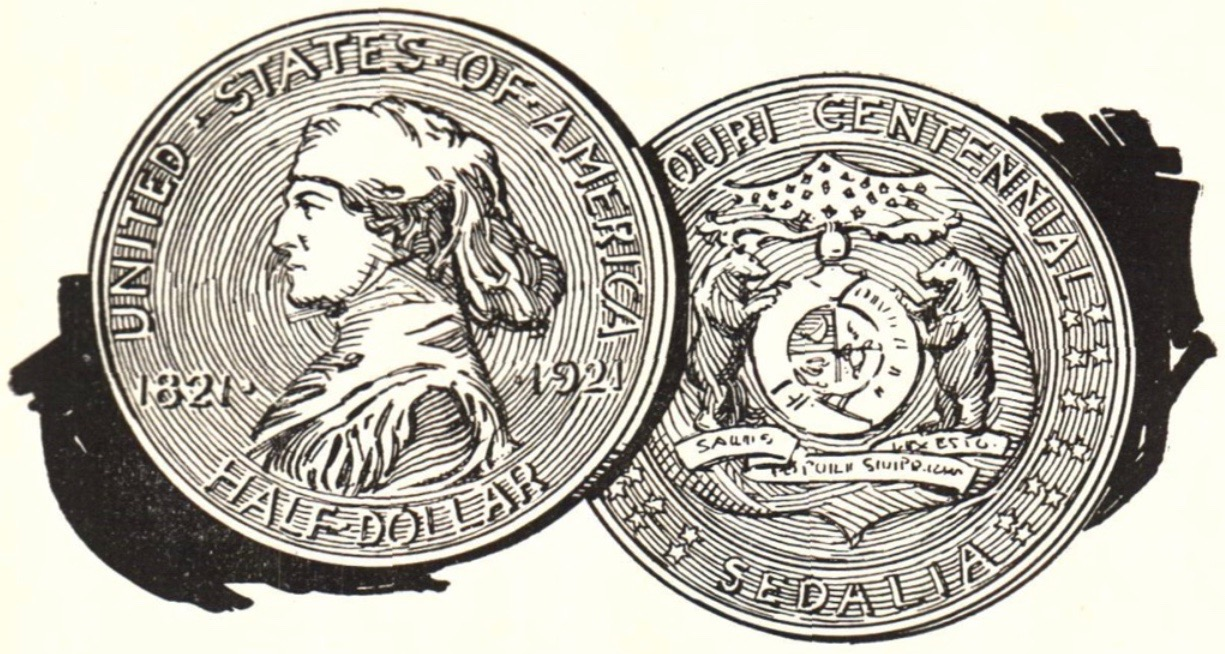
密苏里州半美元的发行广告一角（1921年），硬币背面是艾特肯没有采用的设计图案。

1921年7月，费城铸币局共出产5万零28枚密苏里州百年纪念半美元，其中28枚由铸币局保留，等待来年化验委员会的年度检测。最早出产的硬币正面有“2★4”标记，之后金属模具的这个位置经打磨去除，新币上不再有该标记。塞达利亚信托公司受百年纪念委员会委托以一美元单价出售纪念币，顾客可以邮购，也可以在8月开始的博览会现场购买，“2★4”标记对价格没有影响。半美元发行前的宣传有限，博览会举办期间又正逢经济衰退，导致销量不及预期，虽然带有“2★4”标记的纪念币全部卖完，但最终有多达2万9600枚不带标记的版本退回铸币局熔毁。纪念币早期广告印有艾特肯绘制的设计草图，正面与实物相同，但背面却是密苏里州州徽，艾特肯觉得这种设计效果不够理想，所以没有采用。美国钱币协会发行的月刊《钱币学家》（The Numismatist）1921年12月刊登出艾特肯的信，称他当初向美术委员会递交过多份草图，广告上登出的是其中一份，“密苏里州委员会知道我会按要求开展工作，而且在任何变更上都有充分自主权。（密苏里州）州徽效果不理想，所以我重新设计，背面是两个站立人物，马上就得到（位于）华盛顿（的美术）委员会批准。”

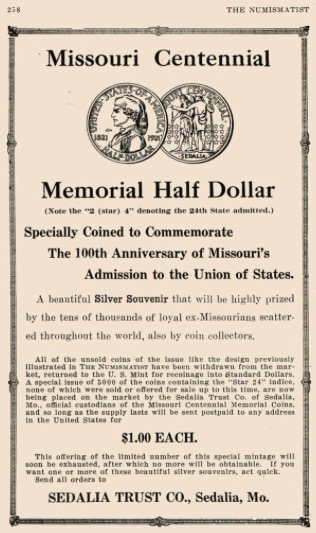
1922年5月发布的广告，所印设计图案与实物相同

带“2★4”标记半美元的发行量尚无定论，斯沃泰克和布林认为铸币局共出产5000枚并全部售出，所以不带标记的就应该有1万5400枚存世。2012年，斯沃泰克在独自出版的著作中依然坚持上述说法。1937，钱币经销商大卫·布洛瓦（David Bullowa）称“2★4”版有一万枚，昆汀·戴维·鲍尔斯（Q. David Bowers）也持同样看法，理由是存世的两个品种数量差不多。理查德·约曼（Richard S. Yeoman）2018年版的《美国钱币指南手册》（A Guide Book of United States Coins）中估计“2★4”版有9400枚，无标记版1万1400枚。到1925年时，两个品种市场价格都已超过当初的零售价。1936年，纪念币热潮席卷全美，“2★4”版价格升至25美元，无标记版28美元。到了1940年，“2★4”版售价已超过无标记版。1980年，纪念币热潮再度兴起，“2★4”版要价2600美元，无标记版也值2400美元。据《美国钱币指南手册》记载，如今“2★4”版价值625至7250美元，无标记版400至6650美元，具体价格视成色而定。2015年，一枚成色特别好的样本经拍卖以7万零500美元高价成交。此外，这款纪念币还有至少一枚精制币存世，于1992年经拍卖售出。

## 脚注
1. 1 2  Bowers，第153頁.
2. 1 2 3 4  profile.
3. ↑  1921 Congressional Record, Vol. 67, Page 9995 (1921-01-25)
4. 1 2  224 report.
5. ↑  210 report.
6. ↑  1920 Congressional Record, Vol. 66, Page 5947–5950  (1920-04-21)
7. ↑  1921 Congressional Record, Vol. 67, Page 4357 (1921-03-02)
8. 1 2 3 4  Swiatek & Breen，第164頁.
9. ↑  Taxay，第52–53頁.
10. ↑  Taxay，第53, 56頁.
11. 1 2 3  Taxay，第56頁.
12. ↑  Taxay，第56–58頁.
13. ↑  Bowers，第154頁.
14. 1 2 3  Swiatek，第130頁.
15. 1 2  Flynn，第123頁.
16. ↑  Swiatek & Breen，第163–164頁.
17. ↑  Bowers，第156頁.
18. ↑  Slabaugh，第46頁.
19. ↑  popular.
20. 1 2 3  Vermeule，第162頁.
21. ↑  Vermeule，第163頁.
22. ↑  Flynn，第124頁.
23. 1 2  num1221.
24. ↑  Bowers，第155–156頁.
25. ↑  Yeoman，第1058頁.
26. ↑  Yeoman，第1059頁.
27. ↑  auction2015.
28. ↑  Stevenson.